# Aegus ritsemae
Aegus ritsemae es una especie de coleóptero de la familia Lucanidae.

## Distribución geográfica
Habita en Malaya, Vietnam.